# Прохладный (приток Акишмы)
Прохладный — река в России, протекает по Селемджинскому району Амурской области. Длина реки — 11 км.
Начинается в горной местности на границе Амурской области и Хабаровского края. Течёт в общем западном направлении. Впадает в Акишму слева в 14 км от её устья на высоте более 538 м над уровнем моря.

## Данные водного реестра
По данным государственного водного реестра России относится к Амурскому бассейновому округу, речной бассейн реки Амур, речной подбассейн реки — Бурея, водохозяйственный участок реки — Бурея от истока до Бурейского гидроузла.
Код объекта в государственном водном реестре — 20030500112118100043198.